# Mesmont (Ardennes)
Mesmont település Franciaországban, Ardennes megyében. Lakosainak száma 91 fő (2022. január 1.). Mesmont Grandchamp, Novion-Porcien, Sery, Wagnon és Wasigny községekkel határos.

## Népesség
A település népessége az elmúlt években az alábbi módon változott:
| Lakosok száma | 117  | 88   | 89   | 96   | 99   | 98   | 95   | 90   | 90   | 91   |
|               | 1968 | 1982 | 1990 | 2006 | 2013 | 2015 | 2017 | 2019 | 2020 | 2022 |